# Hermanville-sur-Mer
Hermanville-sur-Mer é uma comuna francesa na região administrativa da Normandia, no departamento Calvados. Estende-se por uma área de 8,06 km². Em 2010 a comuna tinha 3 147 habitantes (densidade: 390,4 hab./km²).